# Вей, Жан-Луи
Жан-Луи́ Вей (фр. Jean-Louis Vey MEP, 6.01.1840 г., Ароль, Франция — 21.02.1909 г., Бангкок, Таиланд) — католический епископ, апостольский викарий Восточного Сиама с 30 июля 1875 года по 21 февраля 1909 год, член католической миссионерской конгрегации «Парижское общество заграничных миссий».

## Биография
Жан-Луи Вей родился 6 января 1840 года в Ароле, Франция. 10 июня 1865 года был рукоположён в священника в конгрегации «Парижское общество заграничных миссий».
30 июля 1875 года Римский папа Пий IX назначил Жана-Луи Вея апостольским викарием Восточного Сиама и титулярным епископом Герасы. 5 декабря 1875 года состоялось рукоположение Жана-Луи Вея в епископа, которое совершил апостольский викарий Западного Кохинхина епископ Исидор-Франсуа-Жозе Коломбер. 
Скончался 21 февраля 1909 года в городе Бангкоке.